# 汉典
汉典（zdic.net）是一个免费的在线汉语字、词查询网站，创立于2004年，服务器位于中国大陆。
网站现由“汉语字典”、“汉语词典”、“成语词典”、“汉典诗词”、“实用附录”、“汉典工具”、“汉典论坛”和“汉典备忘录”组成，并设有5个附加网站：汉典古籍、汉典诗词、汉典书法、汉典中文论坛和汉典英文论坛。汉典的“字典”部分介绍每个汉字的演变，并列出《康熙字典》、《说文解字》中的解释。
据其自述，该网站收录有75983个汉字、361998个词语、短语和词组，32868个成语释义、包含有38529章节的1055部古典文献书籍、203篇古文和268886首古典诗词。
网站经过2005年9月、2006年8月、2010年12月、2013年6月四次改版。其内容早期取自龙维基（longwiki.org），后期主要通过“汉典论坛”的讨论结果修订。汉语词典中的国语辞典源于以创用CC-署名-禁止改作（CC BY-ND）3.0臺灣條款授權的台湾教育部《重編國語辭典修訂本》。志愿者的贡献通过CC0条款发布到公有领域。汉语字典、词典和成语词典部分最终授权条款为创用CC-署名-非商业性使用-禁止改作（CC BY-NC-ND）2.5通用版。
汉典除首页外，在汉典站内查询的每个“字”、“词”页面都植入通过Google AdSense发布的广告，据其声明，汉典为公益性的网站，广告和捐赠收入将被用于网站的维护和研发。
有人指出，汉典网古文字收录数量较少，也有资料显示，该网站一部分字的笔顺笔画的数据存疑。